# NHL 2018/19
Die NHL-Saison 2018/19 war die 102. Spielzeit der National Hockey League (NHL). Die reguläre Saison wurde vom 3. Oktober 2018 bis zum 6. April 2019 ausgetragen und von den Tampa Bay Lightning dominiert, die als punktbestes Team die Presidents’ Trophy gewannen und dabei 62 Siege verzeichneten, so viele wie in der NHL-Historie nur die Detroit Red Wings in der Saison 1995/96. Zudem stellten sie mit Nikita Kutscherow den mit der Art Ross Trophy ausgezeichneten Topscorer der Liga, der am Saisonende auch die Hart Memorial Trophy als wertvollster Spieler erhielt. Dessen Landsmann Alexander Owetschkin von den Washington Capitals gewann abermals die Maurice Richard Trophy als bester Torschütze der NHL.
Die Stanley-Cup-Playoffs begannen am 10. April und endeten am 12. Juni mit dem 4:3-Sieg der St. Louis Blues über die Boston Bruins, die damit ihren ersten Stanley Cup überhaupt gewannen.

## Ligabetrieb

### Veranstaltungen
Wie in der Vorsaison wurden ausgewählte Spiele der regulären Saison im Rahmen der NHL Global Series 2018 in Europa ausgetragen. Am 6. Oktober 2018 trafen die Edmonton Oilers im schwedischen Göteborg auf die New Jersey Devils, während sich am 1. und 2. November 2018 die Winnipeg Jets und die Florida Panthers im finnischen Helsinki gegenüberstanden. Zudem bestritten die Boston Bruins und die Calgary Flames bereits im September 2018 jeweils ein Testspiel im Rahmen der Saisonvorbereitung in den chinesischen Metropolen Peking und Shenzhen. Es folgte das traditionelle NHL Winter Classic 2019 am 1. Januar 2019 zwischen den Chicago Blackhawks und den Boston Bruins unter freiem Himmel im Notre Dame Stadium. Ebenfalls im Rahmen eines Freiluftspiels standen sich in der NHL Stadium Series 2019 am 23. Februar 2019 die Philadelphia Flyers und die Pittsburgh Penguins im Lincoln Financial Field gegenüber. Gastgeber des NHL All-Star Game 2019 waren unterdessen die San Jose Sharks am 26. Januar 2019.

### Gehaltsobergrenze
Im Juni 2018 gaben die NHL und die NHLPA bekannt, dass die Gehaltsobergrenze (Salary Cap) von 75 auf 79,5 Millionen US-Dollar angehoben wird.

### Heimspielstätten
Die New York Islanders bestreiten knapp die Hälfte ihrer Heimspiele (20 von 41) im Nassau Veterans Memorial Coliseum, das dem Team bis 2015 als primäre Heimspielstätte diente. Das seit 2015 genutzte Barclays Center fungiert nur als Übergangslösung, da bis zur Saison 2020/21 auf dem Gelände der ehemaligen Pferderennbahn Belmont Park eine neue Eishockey-Arena entstanden sein soll. Darüber hinaus ändern sich die Namen zweier Stadien, so heißt die Arena der St. Louis Blues fortan Enterprise Center (zuvor Scottrade Center), während die Toronto Maple Leafs ab der Saison 2018/19 in der Scotiabank Arena auflaufen (zuvor Air Canada Centre).

## Entry Draft
Der NHL Entry Draft 2018 fand am 22. und 23. Juni 2018 in Dallas im US-Bundesstaat Texas statt. Mit dem First Overall Draft Pick wählten die Buffalo Sabres den Verteidiger Rasmus Dahlin aus, der damit zum zweiten an erster Position gewählten Schweden nach Mats Sundin (1989) wurde. Auf den Plätzen zwei und drei folgten Andrei Swetschnikow für die Carolina Hurricanes und Jesperi Kotkaniemi für die Canadiens de Montréal. Insgesamt wurden in sieben Runden 217 Spieler von den NHL-Teams gedraftet.

### Top-5-Picks
| #  | Spieler             | Nationalität       | Pos | NHL-Team              | College-/ Junioren-/ Profi-Team   |
| -- | ------------------- | ------------------ | --- | --------------------- | --------------------------------- |
| 1. | Rasmus Dahlin       | Schweden           | D   | Buffalo Sabres        | Frölunda HC (SHL)                 |
| 2. | Andrei Swetschnikow | Russland           | RW  | Carolina Hurricanes   | Barrie Colts (OHL)                |
| 3. | Jesperi Kotkaniemi  | Finnland           | C   | Canadiens de Montréal | Porin Ässät (Liiga)               |
| 4. | Brady Tkachuk       | Vereinigte Staaten | LW  | Ottawa Senators       | Boston University (NCAA)          |
| 5. | Barrett Hayton      | Kanada             | C   | Arizona Coyotes       | Sault Ste. Marie Greyhounds (OHL) |

## Reguläre Saison

### Tabellen
Abkürzungen: GP = Spiele, W = Siege, L = Niederlagen, OTL = Niederlage nach Overtime bzw. Shootout, GF = Erzielte Tore, GA = Gegentore, Pts = Punkte

Erläuterungen:  = Playoff-Qualifikation,  = Conference-Sieger,  = Presidents’-Trophy-Gewinner

#### Eastern Conference

##### Metropolitan Division
| Rang | Metropolitan Division | GP | W  | L  | OTL | GF  | GA  | Pts |
| ---- | --------------------- | -- | -- | -- | --- | --- | --- | --- |
| 1.   | Washington Capitals   | 82 | 48 | 26 | 8   | 278 | 249 | 104 |
| 2.   | New York Islanders    | 82 | 48 | 27 | 7   | 228 | 196 | 103 |
| 3.   | Pittsburgh Penguins   | 82 | 44 | 26 | 12  | 273 | 241 | 100 |

##### Atlantic Division
| Rang | Atlantic Division   | GP | W  | L  | OTL | GF  | GA  | Pts |
| ---- | ------------------- | -- | -- | -- | --- | --- | --- | --- |
| 1.   | Tampa Bay Lightning | 82 | 62 | 16 | 4   | 325 | 222 | 128 |
| 2.   | Boston Bruins       | 82 | 49 | 24 | 9   | 259 | 215 | 107 |
| 3.   | Toronto Maple Leafs | 82 | 46 | 28 | 8   | 286 | 251 | 100 |

##### Wild-Card-Teams
| Rang | Wild-Card-Teams       | Division | GP | W  | L  | OTL | GF  | GA  | Pts |
| ---- | --------------------- | -------- | -- | -- | -- | --- | --- | --- | --- |
| 1.   | Carolina Hurricanes   | MET      | 82 | 46 | 29 | 7   | 245 | 223 | 99  |
| 2.   | Columbus Blue Jackets | MET      | 82 | 47 | 31 | 4   | 258 | 232 | 98  |
|      |                       |          |    |    |    |     |     |     |     |
| 3.   | Canadiens de Montréal | ATL      | 82 | 44 | 30 | 8   | 249 | 236 | 96  |
| 4.   | Florida Panthers      | ATL      | 82 | 36 | 32 | 14  | 267 | 280 | 86  |
| 5.   | Philadelphia Flyers   | MET      | 82 | 37 | 37 | 8   | 244 | 281 | 82  |
| 6.   | New York Rangers      | MET      | 82 | 32 | 36 | 14  | 227 | 272 | 78  |
| 7.   | Buffalo Sabres        | ATL      | 82 | 33 | 39 | 10  | 226 | 271 | 76  |
| 8.   | Detroit Red Wings     | ATL      | 82 | 32 | 40 | 10  | 227 | 277 | 74  |
| 9.   | New Jersey Devils     | MET      | 82 | 31 | 41 | 9   | 222 | 275 | 72  |
| 10.  | Ottawa Senators       | ATL      | 82 | 29 | 47 | 6   | 242 | 302 | 64  |

#### Western Conference

##### Central Division
| Rang | Central Division    | GP | W  | L  | OTL | GF  | GA  | Pts |
| ---- | ------------------- | -- | -- | -- | --- | --- | --- | --- |
| 1.   | Nashville Predators | 82 | 47 | 29 | 6   | 240 | 214 | 100 |
| 2.   | Winnipeg Jets       | 82 | 47 | 30 | 5   | 272 | 244 | 99  |
| 3.   | St. Louis Blues     | 82 | 45 | 28 | 9   | 247 | 223 | 99  |

##### Pacific Division
| Rang | Pacific Division     | GP | W  | L  | OTL | GF  | GA  | Pts |
| ---- | -------------------- | -- | -- | -- | --- | --- | --- | --- |
| 1.   | Calgary Flames       | 82 | 50 | 25 | 7   | 289 | 227 | 107 |
| 2.   | San Jose Sharks      | 82 | 46 | 27 | 9   | 289 | 261 | 101 |
| 3.   | Vegas Golden Knights | 82 | 43 | 32 | 6   | 249 | 230 | 93  |

##### Wild-Card-Teams
| Rang | Wild-Card-Teams    | Division | GP | W  | L  | OTL | GF  | GA  | Pts |
| ---- | ------------------ | -------- | -- | -- | -- | --- | --- | --- | --- |
| 1.   | Dallas Stars       | CEN      | 82 | 43 | 32 | 7   | 210 | 202 | 93  |
| 2.   | Colorado Avalanche | CEN      | 82 | 38 | 30 | 14  | 260 | 246 | 90  |
|      |                    |          |    |    |    |     |     |     |     |
| 3.   | Arizona Coyotes    | PAC      | 82 | 39 | 35 | 8   | 213 | 223 | 86  |
| 4.   | Chicago Blackhawks | CEN      | 82 | 36 | 34 | 12  | 270 | 292 | 84  |
| 5.   | Minnesota Wild     | CEN      | 82 | 37 | 36 | 9   | 211 | 237 | 83  |
| 6.   | Vancouver Canucks  | PAC      | 82 | 35 | 37 | 10  | 225 | 256 | 81  |
| 7.   | Anaheim Ducks      | PAC      | 82 | 35 | 37 | 10  | 199 | 251 | 80  |
| 8.   | Edmonton Oilers    | PAC      | 82 | 35 | 38 | 9   | 232 | 274 | 79  |
| 9.   | Los Angeles Kings  | PAC      | 82 | 31 | 42 | 9   | 202 | 263 | 71  |

### Beste Scorer

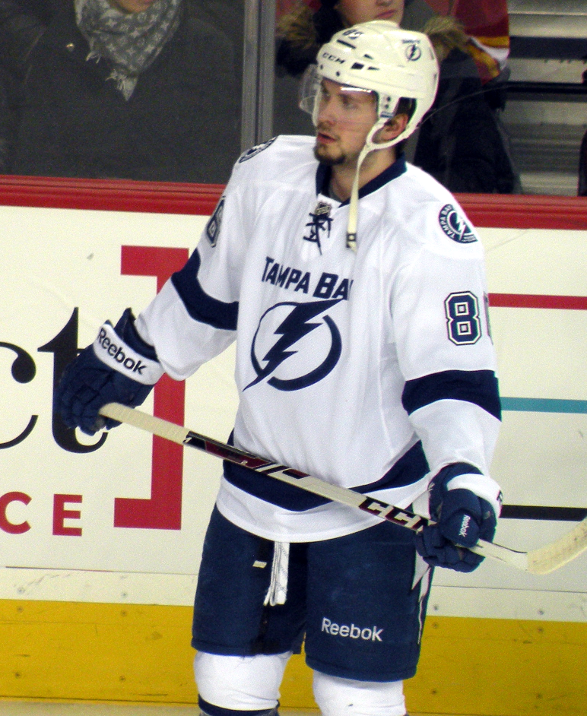
Nikita Kutscherow, bester Scorer und Gewinner der Art Ross Trophy.

Nikita Kutscherow führte die Scorerliste der NHL mit 128 Punkten an, dem höchsten Wert seit Mario Lemieux mit 161 Zählern in der Saison 1995/96, und gab mit 87 Assists auch die meisten Torvorlagen. Alexander Owetschkin gewann mit 51 erzielten Treffern seine sechste Maurice Richard Trophy in den letzten sieben Jahren. Punktbester Abwehrspieler wurde Brent Burns mit 83 Scorerpunkten, während die Plus/Minus-Wertung von Mark Giordano mit einem Wert von +39 angeführt wurde. Bemerkenswert war, dass die Edmonton Oilers trotz zwei Spielern mit mehr als 100 Punkten (McDavid und Draisaitl) die Playoffs deutlich verpassten.
Abkürzungen: Sp = Spiele, T = Tore, V = Assists, Pkt = Punkte, +/− = Plus/Minus, SM = Strafminuten; Fett: Bestwert
| Spieler           | Mannschaft          | Sp | T  | V  | Pkt | +/− | SM |
| ----------------- | ------------------- | -- | -- | -- | --- | --- | -- |
| Nikita Kutscherow | Tampa Bay Lightning | 82 | 41 | 87 | 128 | +24 | 62 |
| Connor McDavid    | Edmonton Oilers     | 78 | 41 | 75 | 116 | +3  | 20 |
| Patrick Kane      | Chicago Blackhawks  | 81 | 44 | 66 | 110 | +2  | 22 |
| Leon Draisaitl    | Edmonton Oilers     | 82 | 50 | 55 | 105 | +2  | 52 |
| Brad Marchand     | Boston Bruins       | 79 | 36 | 64 | 100 | +15 | 96 |
| Sidney Crosby     | Pittsburgh Penguins | 79 | 35 | 65 | 100 | +18 | 36 |
| Nathan MacKinnon  | Colorado Avalanche  | 82 | 41 | 58 | 99  | +20 | 34 |
| Johnny Gaudreau   | Calgary Flames      | 82 | 36 | 63 | 99  | +18 | 24 |
| Steven Stamkos    | Tampa Bay Lightning | 82 | 45 | 53 | 98  | +4  | 37 |
| Aleksander Barkov | Florida Panthers    | 82 | 35 | 61 | 96  | −3  | 8  |

### Beste Torhüter
Die kombinierte Tabelle zeigt die jeweils drei besten Torhüter in den Kategorien Gegentorschnitt und Fangquote sowie die jeweils Führenden in den Kategorien Shutouts und Siege.
Abkürzungen: GP = Spiele, TOI = Eiszeit (in Minuten), W = Siege, L = Niederlagen, OTL = Overtime-Niederlagen, GA = Gegentore, SO = Shutouts, Sv% = gehaltene Schüsse (in %), GAA = Gegentorschnitt; Fett: Saisonbestwert
Es werden nur Torhüter erfasst, die mindestens 25 Spiele absolviert haben. Sortiert nach bestem Gegentorschnitt.
| Spieler            | Team                  | GP | TOI     | W  | L  | OTL | GA  | SO | Sv%  | GAA  |
| ------------------ | --------------------- | -- | ------- | -- | -- | --- | --- | -- | ---- | ---- |
| Jordan Binnington  | St. Louis Blues       | 32 | 1876:25 | 24 | 5  | 1   | 59  | 5  | 92,7 | 1,89 |
| Ben Bishop         | Dallas Stars          | 46 | 2637:18 | 27 | 15 | 2   | 87  | 7  | 93,4 | 1,98 |
| Robin Lehner       | New York Islanders    | 46 | 2615:49 | 25 | 13 | 5   | 93  | 6  | 93,0 | 2,13 |
| Jack Campbell      | Los Angeles Kings     | 31 | 1592:46 | 10 | 14 | 1   | 61  | 2  | 92,8 | 2,30 |
| Andrei Wassilewski | Tampa Bay Lightning   | 53 | 3203:45 | 39 | 10 | 4   | 128 | 6  | 93,5 | 2,40 |
| Sergei Bobrowski   | Columbus Blue Jackets | 62 | 3556:40 | 37 | 24 | 1   | 153 | 9  | 91,3 | 2,58 |

### Beste Rookiescorer
Elias Pettersson führte die Rookies der Liga mit 28 Toren, 38 Vorlagen und 66 Scorerpunkten in allen drei Kategorien an. Rasmus Dahlin wurde zum punktbesten Verteidiger, während die Plus/Minus-Wertung von Anthony Cirelli und Erik Černák mit einem Wert von je +25 angeführt wurde.
Abkürzungen: Sp = Spiele, T = Tore, V = Assists, Pkt = Punkte, +/− = Plus/Minus, SM = Strafminuten; Fett: Bestwert
| Spieler          | Mannschaft          | Sp | T  | V  | Pkt | +/− | SM |
| ---------------- | ------------------- | -- | -- | -- | --- | --- | -- |
| Elias Pettersson | Vancouver Canucks   | 71 | 28 | 38 | 66  | +3  | 12 |
| Brady Tkachuk    | Ottawa Senators     | 71 | 22 | 23 | 45  | −10 | 75 |
| Rasmus Dahlin    | Buffalo Sabres      | 82 | 9  | 35 | 44  | −13 | 34 |
| Andreas Johnsson | Toronto Maple Leafs | 73 | 20 | 23 | 43  | +14 | 32 |
| Colin White      | Ottawa Senators     | 71 | 14 | 27 | 41  | −24 | 24 |

## Stanley-Cup-Playoffs
|  | Conference-Viertelfinale | Conference-Viertelfinale | Conference-Viertelfinale |      |                       | Conference-Halbfinale | Conference-Halbfinale | Conference-Halbfinale |  |  | Conference-Finale | Conference-Finale | Conference-Finale |  |  | Stanley-Cup-Finale | Stanley-Cup-Finale | Stanley-Cup-Finale |
|  |                          |                          |                          |      |                       |                       |                       |                       |  |  |                   |                   |                   |  |  |                    |                    |                    |
|  | A1                       | Tampa Bay Lightning      | 0                        |      |                       |                       |                       |                       |  |  |                   |                   |                   |  |  |                    |                    |                    |
|  | EWC2                     | Columbus Blue Jackets    | 4                        |      |                       |                       |                       |                       |  |  |                   |                   |                   |  |  |                    |                    |                    |
|  | EWC2                     | Columbus Blue Jackets    | 4                        | EWC2 | Columbus Blue Jackets | 2                     |                       |                       |  |  |                   |                   |                   |  |  |                    |                    |                    |
|  |                          |                          |                          | EWC2 | Columbus Blue Jackets | 2                     | Eastern Conference    |                       |  |  |                   |                   |                   |  |  |                    |                    |                    |
|  |                          | A2                       | Boston Bruins            | 4    |                       |                       |                       |                       |  |  |                   |                   |                   |  |  |                    |                    |                    |
|  | A2                       | A2                       | Boston Bruins            | 4    | Boston Bruins         | 4                     |                       |                       |  |  |                   |                   |                   |  |  |                    |                    |                    |
|  | A2                       |                          |                          |      | Boston Bruins         | 4                     |                       |                       |  |  |                   |                   |                   |  |  |                    |                    |                    |
|  | A3                       | Toronto Maple Leafs      | 3                        |      |                       |                       |                       |                       |  |  |                   |                   |                   |  |  |                    |                    |                    |
|  | A3                       | Toronto Maple Leafs      | 3                        | A2   | Boston Bruins         | 4                     |                       |                       |  |  |                   |                   |                   |  |  |                    |                    |                    |
|  |                          |                          |                          |      |                       |                       |                       |                       |  |  |                   |                   |                   |  |  |                    |                    |                    |
|  |                          | EWC1                     | Carolina Hurricanes      | 0    |                       |                       |                       |                       |  |  |                   |                   |                   |  |  |                    |                    |                    |
|  | M1                       | EWC1                     | Carolina Hurricanes      | 0    | Washington Capitals   | 3                     |                       |                       |  |  |                   |                   |                   |  |  |                    |                    |                    |
|  | M1                       |                          |                          |      | Washington Capitals   | 3                     |                       |                       |  |  |                   |                   |                   |  |  |                    |                    |                    |
|  | EWC1                     | Carolina Hurricanes      | 4                        |      |                       |                       |                       |                       |  |  |                   |                   |                   |  |  |                    |                    |                    |
|  | EWC1                     | Carolina Hurricanes      | 4                        | EWC1 | Carolina Hurricanes   | 4                     |                       |                       |  |  |                   |                   |                   |  |  |                    |                    |                    |
|  |                          |                          |                          | EWC1 | Carolina Hurricanes   | 4                     |                       |                       |  |  |                   |                   |                   |  |  |                    |                    |                    |
|  |                          | M2                       | New York Islanders       | 0    |                       |                       |                       |                       |  |  |                   |                   |                   |  |  |                    |                    |                    |
|  | M2                       | M2                       | New York Islanders       | 0    | New York Islanders    | 4                     |                       |                       |  |  |                   |                   |                   |  |  |                    |                    |                    |
|  | M2                       |                          |                          |      | New York Islanders    | 4                     |                       |                       |  |  |                   |                   |                   |  |  |                    |                    |                    |
|  | M3                       | Pittsburgh Penguins      | 0                        |      |                       |                       |                       |                       |  |  |                   |                   |                   |  |  |                    |                    |                    |
|  | M3                       | Pittsburgh Penguins      | 0                        | A2   | Boston Bruins         | 3                     |                       |                       |  |  |                   |                   |                   |  |  |                    |                    |                    |
|  |                          |                          |                          |      |                       |                       |                       |                       |  |  |                   |                   |                   |  |  |                    |                    |                    |
|  |                          | C3                       | St. Louis Blues          | 4    |                       |                       |                       |                       |  |  |                   |                   |                   |  |  |                    |                    |                    |
|  | C1                       | C3                       | St. Louis Blues          | 4    | Nashville Predators   | 2                     |                       |                       |  |  |                   |                   |                   |  |  |                    |                    |                    |
|  | C1                       |                          |                          |      | Nashville Predators   | 2                     |                       |                       |  |  |                   |                   |                   |  |  |                    |                    |                    |
|  | WWC1                     | Dallas Stars             | 4                        |      |                       |                       |                       |                       |  |  |                   |                   |                   |  |  |                    |                    |                    |
|  | WWC1                     | Dallas Stars             | 4                        | WWC1 | Dallas Stars          | 3                     |                       |                       |  |  |                   |                   |                   |  |  |                    |                    |                    |
|  |                          |                          |                          | WWC1 | Dallas Stars          | 3                     |                       |                       |  |  |                   |                   |                   |  |  |                    |                    |                    |
|  |                          | C3                       | St. Louis Blues          | 4    |                       |                       |                       |                       |  |  |                   |                   |                   |  |  |                    |                    |                    |
|  | C2                       | C3                       | St. Louis Blues          | 4    | Winnipeg Jets         | 2                     |                       |                       |  |  |                   |                   |                   |  |  |                    |                    |                    |
|  | C2                       |                          |                          |      | Winnipeg Jets         | 2                     |                       |                       |  |  |                   |                   |                   |  |  |                    |                    |                    |
|  | C3                       | St. Louis Blues          | 4                        |      |                       |                       |                       |                       |  |  |                   |                   |                   |  |  |                    |                    |                    |
|  | C3                       | St. Louis Blues          | 4                        | C3   | St. Louis Blues       | 4                     |                       |                       |  |  |                   |                   |                   |  |  |                    |                    |                    |
|  |                          |                          |                          |      |                       |                       |                       |                       |  |  |                   |                   |                   |  |  |                    |                    |                    |
|  |                          | P2                       | San Jose Sharks          | 2    |                       |                       |                       |                       |  |  |                   |                   |                   |  |  |                    |                    |                    |
|  | P1                       | P2                       | San Jose Sharks          | 2    | Calgary Flames        | 1                     |                       |                       |  |  |                   |                   |                   |  |  |                    |                    |                    |
|  | P1                       |                          |                          |      | Calgary Flames        | 1                     |                       |                       |  |  |                   |                   |                   |  |  |                    |                    |                    |
|  | WWC2                     | Colorado Avalanche       | 4                        |      |                       |                       |                       |                       |  |  |                   |                   |                   |  |  |                    |                    |                    |
|  | WWC2                     | Colorado Avalanche       | 4                        | WWC2 | Colorado Avalanche    | 3                     |                       |                       |  |  |                   |                   |                   |  |  |                    |                    |                    |
|  |                          |                          |                          | WWC2 | Colorado Avalanche    | 3                     | Western Conference    |                       |  |  |                   |                   |                   |  |  |                    |                    |                    |
|  |                          | P2                       | San Jose Sharks          | 4    |                       |                       |                       |                       |  |  |                   |                   |                   |  |  |                    |                    |                    |
|  | P2                       | P2                       | San Jose Sharks          | 4    | San Jose Sharks       | 4                     |                       |                       |  |  |                   |                   |                   |  |  |                    |                    |                    |
|  | P2                       |                          |                          |      | San Jose Sharks       | 4                     |                       |                       |  |  |                   |                   |                   |  |  |                    |                    |                    |
|  | P3                       | Vegas Golden Knights     | 3                        |      |                       |                       |                       |                       |  |  |                   |                   |                   |  |  |                    |                    |                    |

## NHL Awards und vergebene Trophäen
| Auszeichnung                          | Auszeichnung               | Team                                    |
| ------------------------------------- | -------------------------- | --------------------------------------- |
| Stanley Cup                           | Stanley Cup                | St. Louis Blues                         |
| Clarence S. Campbell Bowl             | Clarence S. Campbell Bowl  | St. Louis Blues                         |
| Prince of Wales Trophy                | Prince of Wales Trophy     | Boston Bruins                           |
| Presidents’ Trophy                    | Presidents’ Trophy         | Tampa Bay Lightning                     |
| Auszeichnung                          | Spieler                    | Team                                    |
| Art Ross Trophy                       | Nikita Kutscherow          | Tampa Bay Lightning                     |
| Bill Masterton Memorial Trophy        | Robin Lehner               | New York Islanders                      |
| Calder Memorial Trophy                | Elias Pettersson           | Vancouver Canucks                       |
| Conn Smythe Trophy                    | Ryan O’Reilly              | St. Louis Blues                         |
| Frank J. Selke Trophy                 | Ryan O’Reilly              | St. Louis Blues                         |
| Hart Memorial Trophy                  | Nikita Kutscherow          | Tampa Bay Lightning                     |
| Jack Adams Award                      | Barry Trotz                | New York Islanders                      |
| James Norris Memorial Trophy          | Mark Giordano              | Calgary Flames                          |
| King Clancy Memorial Trophy           | Jason Zucker               | Minnesota Wild                          |
| Lady Byng Memorial Trophy             | Aleksander Barkov          | Florida Panthers                        |
| Mark Messier Leadership Award         | Wayne Simmonds             | Philadelphia Flyers Nashville Predators |
| Maurice ‚Rocket‘ Richard Trophy       | Alexander Owetschkin       | Washington Capitals                     |
| NHL General Manager of the Year Award | Don Sweeney                | Boston Bruins                           |
| NHL Plus/Minus Award (inoffiziell)    | Mark Giordano              | Calgary Flames                          |
| Ted Lindsay Award                     | Nikita Kutscherow          | Tampa Bay Lightning                     |
| Vezina Trophy                         | Andrei Wassilewski         | Tampa Bay Lightning                     |
| William M. Jennings Trophy            | Robin Lehner Thomas Greiss | New York Islanders                      |

### All-Star-Teams
| First All-Star-Team |                                                           |
| Angriff:            | Alexander Owetschkin – Connor McDavid – Nikita Kutscherow |
| Verteidigung:       | Brent Burns – Mark Giordano                               |
| Tor:                | Andrei Wassilewski                                        |

| Second All-Star-Team |                                              |
| Angriff:             | Brad Marchand – Sidney Crosby – Patrick Kane |
| Verteidigung:        | John Carlson – Victor Hedman                 |
| Tor:                 | Ben Bishop                                   |

### All-Rookie-Team
| All-Rookie-Team |                                                    |
| Angriff:        | Anthony Cirelli – Elias Pettersson – Brady Tkachuk |
| Verteidigung:   | Rasmus Dahlin – Miro Heiskanen                     |
| Tor:            | Jordan Binnington                                  |